# Мокри Гай
Мокри Гай (словац. Mokrý Háj) — село, громада округу Скаліца, Трнавський край. Кадастрова площа громади — 6.87 км².
Населення 719 осіб (станом на 31 грудня 2020 року).

## Історія
Мокри Гай згадується 1569 року.

## Населення
| Рік:            | 1994. | 2004.   | 2014.    | 2024.   |
| --------------- | ----- | ------- | -------- | ------- |
| Кількість осіб: | 578   | 623     | 712      | 680     |
| Різниця:        |       | +7,78 % | +14,28 % | -4,49 % |

| Рік:            | 2023. | 2024.   |
| --------------- | ----- | ------- |
| Кількість осіб: | 702   | 680     |
| Різниця:        |       | -3,13 % |